# Мента (станция)
Ме́нта (латыш. Menta) — железнодорожная станция в Серенской волости Яунелгавского края Латвии, на линии Елгава — Крустпилс.

## История
В годы Второй мировой войны здесь был оборудован разъезд. Данные об открытии, собственно станции — расходятся в разных источниках. Станция находится в центре крупного лесного массива, поблизости не имеется обжитых мест. Пассажирское здание станции, с жилыми помещениями построено в 1965 г.